# Марин Бакалов
Марин Кирилов Бакалов е бивш български футболист, национал, понастоящем (2011) е спортно-технически директор на ПФК Ботев (Пловдив).

## Кратка спортна биография
Роден е на 18 април 1962 г. в Пловдив.
Възпитаник е на школата на Ботев Пловдив. Започва да играе в представителния отбор още в юношеска възраст. Първи треньор му е Александър Бахчеванджиев.
Играл е като защитник и дефанзивен полузащитник за Ботев Пловдив (1980-1989, 1991/92, 1993/пр.-1995, 1997/пр., 1998-1999, 353 мача и 58 гола), ЦСКА (1989-1991, 46 мача и 8 гола), Шавеш (Португалия, 1992-1993, 21 мача и 2 гола), Спартак Пловдив (1995-1996, 26 мача и 2 гола), Марица (1996/ес., 15 мача) и Олимпик (Тетевен) (1997/ес., 14 мача и 1 гол). Шампион на България и носител на КСА (в неофициалния турнир) през 1990 с ЦСКА, вицешампион през 1986 с Ботев Пловдив и през 1991 с ЦСКА, бронзов медалист през 1981, 1983, 1985, 1987, 1988, 1993, 1994 и 1995 г. с Ботев Пловдив.
Носител на купата на страната през 1981 г. с Ботев Пловдив. В А група има 454 мача и 69 гола. За Ботев (Пд) е изиграл 70 мача и е вкарал 7 гола за КСА и КБ. В евротурнирите има 28 мача и 5 гола (10 мача с 1 гол за ЦСКА и 2 мача за Ботев Пловдив в КЕШ, 6 мача за Ботев Пловдив в КНК и 10 мача с 4 гола за Ботев Пловдив в турнира за купата на УЕФА).
За А националния отбор на България има 3 мача, за олимпийския национален отбор (Б националния) има 10 мача и 1 гол, за младежкия национален отбор има 19 мача с 1 гол и за юношеския национален отбор има 2 мача. Обявен е за Футболист № 1 на Пловдив за 1991 г. През 1985 г. е удостоен със званието „Майстор на спорта“.
През сезона 1991/92 г. печели купата за индивидуално спортсменство. Бивш старши треньор на Ботев Плд (1998/пр., 1998/99-играещ помощник-треньор, 1999/00, 2000/ес), Черноморец (2001/пр.), Ботев 2002 (2002-2006). От 4 август 2006 г. е старши треньор на Спартак Пд. Треньор на Ботев Пловдив и предстедател на УС на клуба.